# Площадь Государственного флага (Минск)
Площадь Государственного флага (бел. Плошча Дзяржаўнага Сцяга) — площадь в Минске. Объект расположен в Центральном районе между выставочным центром «БелЭкспо» и пересечением проспекта Победителей с улицей Орловской.

## История
Торжественное открытие состоялось 2 июля 2013 года. Торжественное открытие площади началось с концерта, затем началась официальная часть. На открытие площади приехали чиновники, дипломаты, высшие должностные лица страны, президент Лаоса Тюммали Сайнясон и президент Беларуси Александр Лукашенко.

## Описание

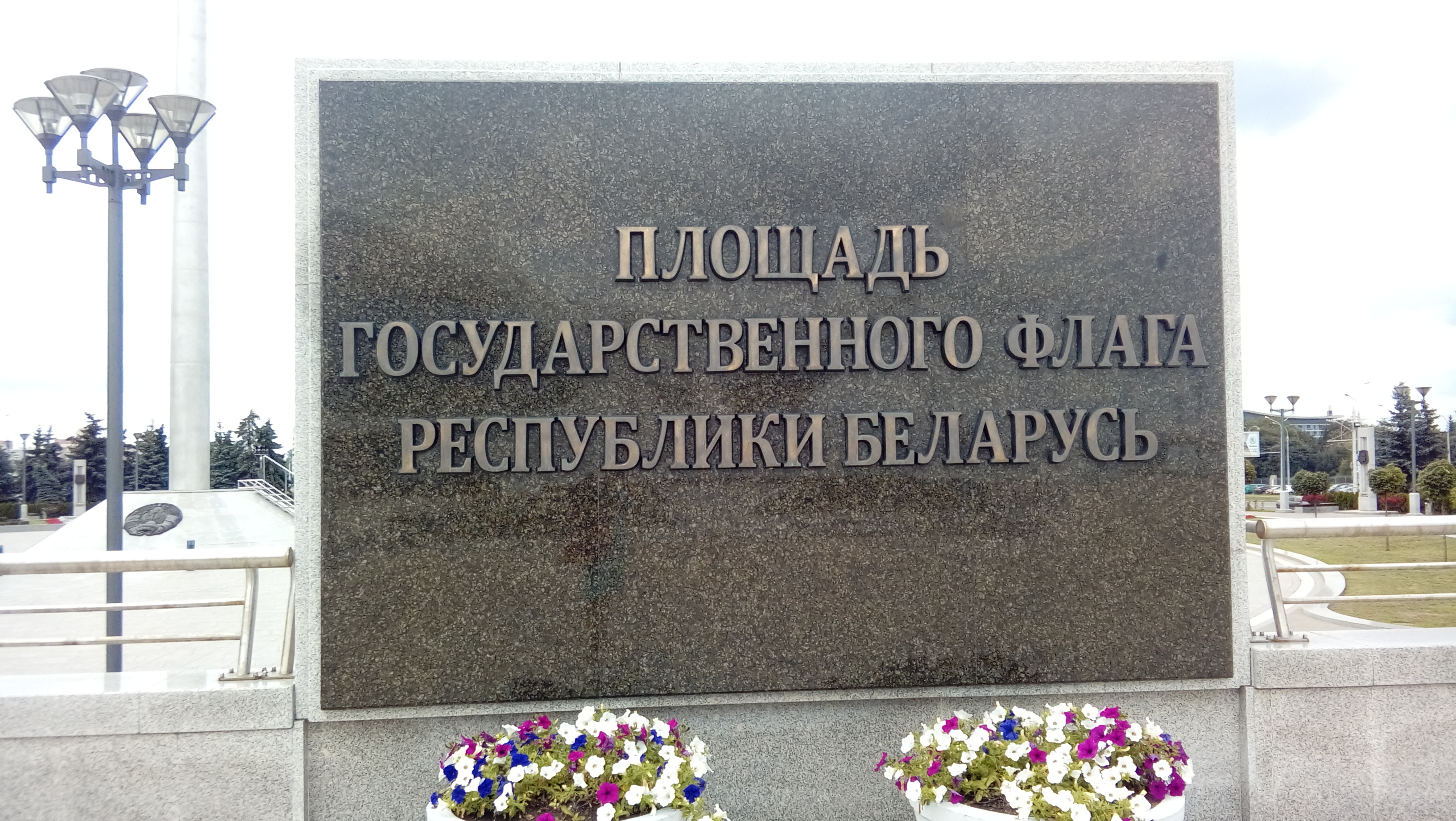
Монумент у площади государственного флага

Площадь Государственного флага расположена на проспекте Победителей. Она представляет собой круг радиусом 50 метров, в центре 70-метровая стела-флагшток. Полотнище сделано из водонепроницаемой ткани, которая не выгорает на солнце. Размер самого флага 14×7 метров. Площадь флага — 98 квадратных метров, а вес — 25 килограммов. Чтобы флаг всегда развевался, стелу установили в той части города, где ветер дует постоянно.
Всего в открытии новой площади участвовали 1500 человек. После поднятия флага прогремели артиллерийские залпы. По периметру площади расположены стелы с картой Республики Беларусь, текстом гимна, гербами областей и столицы.